# Sega Ninja
Sega Ninja, appelé Ninja Princess (忍者プリンセス) au Japon, est un jeu d'action en scrolling vertical de type run and gun sorti en 1985 par Sega sur le système d'arcade System 1. Il a été porté l'année suivante sur Master System sous le titre The Ninja.

## Histoire
Combattez des Ninjas à l'aide de vos différentes armes, les niveaux varient entre plusieurs phases (rivières, jardins, cour du château, etc.)